# GINS2
GINS2 (англ. GINS complex subunit 2) – білок, який кодується однойменним геном, розташованим у людей на короткому плечі 16-ї хромосоми. Довжина поліпептидного ланцюга білка становить 185 амінокислот, а молекулярна маса — 21 428.
| 10         |  | 20         |  | 30         |  | 40         |  | 50         |
| ---------- |  | ---------- |  | ---------- |  | ---------- |  | ---------- |
| MDAAEVEFLA |  | EKELVTIIPN |  | FSLDKIYLIG |  | GDLGPFNPGL |  | PVEVPLWLAI |
| NLKQRQKCRL |  | LPPEWMDVEK |  | LEKMRDHERK |  | EETFTPMPSP |  | YYMELTKLLL |
| NHASDNIPKA |  | DEIRTLVKDM |  | WDTRIAKLRV |  | SADSFVRQQE |  | AHAKLDNLTL |
| MEINTSGTFL |  | TQALNHMYKL |  | RTNLQPLEST |  | QSQDF      |  |            |

A: Аланін

C: Цистеїн

D: Аспарагінова кислота

E: Глутамінова кислота

F: Фенілаланін

G: Гліцин

H: Гістидин

I: Ізолейцин

K: Лізин

L: Лейцин

M: Метіонін

N: Аспарагін

P: Пролін

Q: Глутамін

R: Аргінін

S: Серин

T: Треонін

V: Валін

W: Триптофан

Кодований геном білок за функцією належить до фосфопротеїнів. 
Задіяний у таких біологічних процесах, як реплікація ДНК, ацетилювання. 
Локалізований у ядрі.